# اخلاق در ریاضیات
اخلاق در ریاضیات یک رشته نوظهور از اخلاق کاربردی است که هدف از آن تحقیق در مورد جنبه‌های اخلاقی عمل و کاربردهای ریاضیات است. در این فیلد به مسئولیت‌های حرفه ای ریاضیدانانی پرداخته می‌شود که فعالیت‌ها و تصمیم‌گیری‌های آن‌ها تأثیر بسیار زیادی از جنبه‌های مختلف مانند حقوق، امور مالی، ارتش و علوم محیطی خواهد داشت و ممکن است با عواقب عمده ای همراه شود. اگرچه بسیاری از ریاضیدان‌ها هیچ پیامد اخلاقی در تحقیقات محض خود نمی‌بینند و معتقدند فرضیات که در رویکردهای ریاضی ایجاد می‌شود می‌تواند پیامدهای واقعی داشته باشد. تفسیر ابزاری از تأثیر ریاضیات، مشاهده پیامدهای اخلاقی را دشوار می‌سازد، اما درک این که چگونه شاخه‌های مختلف ریاضیات در خدمت ساختار و مفهوم‌سازی راه‌حل‌های مسائل دنیای واقعی هستند، آسان‌تر است. این نوع ساختار ریاضیات باعث وجود انگیزه‌های غلط خواهد شد. جایی که ریاضیدان‌ها می‌توانند بدون بهبود و پیشرفت ریاضیات به اهداف خود دست پیدا کنند. در حالی که مفروضات نوشته شده در معیارها اغلب منعکس کننده جهان بینی گروه‌هایی هستند که مسئول طراحی آنها هستند، برای غیر متخصصان سخت‌تر است که آنها را به چالش بکشند و این موضوع است که منجر به بی عدالتی می‌شود.

## نیاز به اخلاق حرفه ریاضیات
ریاضیدانان در نقش‌های صنعتی، علمی، نظامی و اطلاعاتی بر تصمیم‌گیری‌ها با پیامدهای مهم تأثیر می‌گذارند و با توجه به این موضوع، وجود اخلاق حرفه ای بسیار در این حوزه حس می‌شود.

### مسائل مربوط به دقت
به عنوان مثال، یکی از نمونه‌های بارز در این زمینه، محاسبات پیچیده برای پیش‌بینی موفقیت پروژه منهتن بود، در حالی که استفاده بیش از حد از فرمول کوپولای گاوسی برای قیمت گذاری مشتقات قبل از بحران مالی جهانی در سال ۲۰۰۸، «فرمولی که وال استریت را کشت» نامیده می‌شود.

### مسائل مربوط به تأثیرگذاری
به همان دلیلی که در اخلاق پزشکی و اخلاق مهندسی، تأثیر بالای پیامدهای تصمیمات، تعهدات اخلاقی جدی را بر پزشکان تحمیل می‌کند تا حق و نادرستی توصیه‌ها و تصمیمات خود را در نظر بگیرند، کاربرد فراوان ریاضیات در حوزه‌های مختلف و تأثیرگذاری بسیار زیاد ریاضیات در این حوزه‌ها نیز احساس به اخلاق در ریاضیات را بیش از گذشته به وجود می‌آورد.

## بلایا و رسوایی‌های مربوط به استفاده نادرست از ریاضیات
موارد زیر پیامدهای عمده اشتباهات عددی و در نتیجه نیاز به مراقبت اخلاقی در حوزه ریاضیات را نشان می‌دهد:
- پیش‌بینی‌های کلوپ رم در سال ۱۹۷۲ مبتنی بر مدل ریاضی در کتاب محدودیت‌های رشد که منجر به فروپاشی گسترده سیستم جهانی تا پایان قرن بیست و یکم خواهد شد.
- محکومیت نادرست سالی کلارک (۱۹۹۹)، یک وکیل انگلیسی که به ناحق و به دلیل یک اشتباه آماری اساسی در شهادت یک «کارشناس» به قتل دو فرزندش که هر یک به دلیل سندرم مرگ ناگهانی نوزاد مرده بودند محکوم شد. این اشتباه با ضعف نیز دادستان تشدید شد.[۶]

## مسائل اخلاقی در حرفه ریاضی
با توجه کاربرد ریاضیات در حوزه‌های مختلف و وابسته بودن فیلدهای مختلف به ریاضیات و عدم تسلط کافی افراد به ریاضیات، ریاضیدانان در نقش‌های حرفه‌ای در امور مالی و کارهای مشابه، مسئولیت خاصی دارند تا اطمینان حاصل کنند که از بهترین روش‌ها و داده‌ها برای رسیدن به پاسخ درست استفاده می‌کنند. البته که برای سایر مسائل اخلاقی مانند وظیفه مراقبت، محرمانه بودن اطلاعات، افشای اطلاعات، و اجتناب از تضاد منافع به‌طور کلی با متخصصان هر حوزه نیز مشورت می‌شود.
ریاضیدانان مسئولیت حرفه ای دارند تا از استفاده اخلاقی از ریاضیات در عمل و همین‌طور برای حفظ شهرت حرفه و هم برای محافظت از جامعه در برابر تأثیرات رفتار غیراخلاقی حمایت کنند. به عنوان مثال، ریاضیات به‌طور گسترده‌ای در استفاده از داده‌های بزرگ در برنامه‌های کاربردی هوش مصنوعی، چه توسط ریاضیدانان و چه غیر ریاضیدانان، با تأثیرات پیچیده‌ای که به آسانی قابل درک یا پیش‌بینی نیست، استفاده می‌شود.

## اخلاق در حوزه انتشار داده‌ها
روزنامه‌نگاری و انتشار اخبار دارای اخلاق حرفه ای تثبیت شده‌ای است که متأثر از پردازش ریاضی و بازنشر منابع است. استفاده مجدد از اطلاعات بسته‌بندی شده به عنوان حقایق مستلزم بررسی، و اعتبارسنجی، سردرگمی مفهومی در نمونه‌گیری و خطاهای محاسباتی است. سایر مسائل حرفه ای از پتانسیل ابزارهای خودکار ناشی می‌شود که امکان انتشار داده‌های در دسترس عموم را فراهم می‌کند که هرگز جمع‌آوری نشده‌اند.

## مشکلات به وجود آمده در استفاده نادرست از آمار
بسیاری از نتایج ریاضی که در زمنیه‌های مختلفی کاربرد دارد و از آن استفاده می‌شود شامل نتیجه‌گیری از داده‌های کمی است. تشخیص داده شده‌است که دشواری‌های زیادی برای رسیدن به چنین نتیجه‌گیری‌هایی وجود دارد که به‌طور دقیق، صادقانه و با در نظر گرفتن ابهاماتی که باقی مانده‌است. برای یک متخصص آمار کار آسانی است که مشتریانی را که درک کمتری نسبت به داده‌ها و البته آمار دارند، گمراه کند، بنابراین متخصصین علم آمار مسئولیت‌های حرفه ای برای انجام عمل عادلانه دارند. در دهه ۱۹۸۰، آماردانان موارد مربوط به اخلاق حرفه ای خود را در بیانیه ای از ISI مدون کردند و تشخیص دادند که اغلب خواسته‌های متناقضی از سوی ذینفعان وجود دارد و تصمیمات اخلاقی مربوط به قضاوت حرفه ای است.

## ریاضیات برای عموم جامعه
اولویت و انتساب اکتشاف ریاضی برای تمرین حرفه ای موضوع بسیار مهمی است. به‌طور کلی قضایای عامیانه یا فولکلور ریاضی را نمی‌توان به یک فرد نسبت داد، و ممکن است با وجود اینکه یک نتیجه پذیرفته شده‌است ولی بازهم حاصل یک نتیجه جمعی است که به‌طور بالقوه منجر به بی عدالتی می‌شود.

## اخلاق در پژوهش‌های ریاضی محض
انجمن ریاضی آمریکا یک نسخه از دستورالعمل‌های اخلاقی را برای محققان ریاضی منتشر کرده‌است. از وظایف پژوهشگران می‌توان به آگاهی در این زمینه، پرهیز از سرقت ادبی، اعطای اعتبار، انتشار بدون تأخیر بی‌دلیل و اصلاح اشتباهات اشاره کرد. کمیته اخلاق انجمن ریاضی اروپا همچنین آیین‌نامه عملی مربوط به انتشار، ویرایش و داوری تحقیقات را منتشر کرده‌است.
با توجه به این که پژوهش‌های مربوط به ریاضی محض نسبتاً بی‌ضرر است، مسائل اخلاقی کمی در مورد آن مطرح شده‌است. با این حال، این سؤال را ایجاد مطرح می‌شود که آیا و چرا ریاضیات محض از نظر اخلاقی ارزش انجام دادن دارد، با توجه به اینکه زمان زیادی از زندگی بسیاری از افراد بسیار باهوش را صرف می‌کند که می‌توان از این زمان استفاده‌های مفیدتری کرد.

## شباهت بین اخلاق و ریاضیات
اخلاق و ریاضیات هر دو بر خلاف علوم تجربی که اساساً بر مشاهدات و آزمایش‌ها متکی هستند، بر استدلال از روی شواهد و مستندات متکی هستند. این به عنوان دلیلی برای حمایت از عینیت یا واقع‌گرایی اخلاقی در اخلاق مطرح شده‌است، زیرا استدلال‌های علیه عینیت در اخلاق با استدلال‌هایی علیه عینیت در ریاضیات که عموماً نادرست هستند، هماهنگ هستند.
البته جاستین کلارک دون برعکس استدلال می‌کند و معتقد است که اگرچه ریاضیات و اخلاق تقریباً موازی هستند، اما باید نسبت به حقایق هر دو نگرش کثرت گرایانه داشت. همان‌طور که فرض موازی در هندسه اقلیدسی درست است اما در هندسه غیراقلیدسی نادرست است، گزاره‌های اخلاقی نیز می‌توانند در سیستم‌های مختلف درست یا نادرست باشند.

## تدریس اخلاق در ریاضیات
دروس اخلاقی ریاضیات به ندرت برگزار می‌شود. البته که دانشگاه نیو ساوت ولز یک دوره اجباری در مورد مسائل حرفه ای و اخلاق در ریاضیات در مقاطع ریاضی خود از سال ۱۹۹۸ تا ۲۰۱۲ تدریس کرد.